# Flughafen Louisville

i7
i11
i13
Der Louisville Muhammad Ali International Airport (IATA-Code: SDF, ICAO-Code: KSDF) in Louisville, Kentucky, USA ist das zentrale Luftfahrt-Drehkreuz für UPS Airlines, einer weltweit operierenden Frachtfluggesellschaft. Daneben wird er auch vom 123rd Airlift Wing der Kentucky Air National Guard als Louisville Air National Guard Base militärisch genutzt.
Der Flughafen wird seit 2004 massiv erweitert, eine Summe von ca. 41 Millionen US-Dollar wird in Abfertigung, Hangars, Flugzeug-Parkflächen etc. investiert.
Da der Flughafen der zentrale Drehpunkt des United Parcel Service in den USA und da das europäische Gegenstück dazu der Flughafen Köln/Bonn ist, besteht zwischen diesen beiden eine enge Bindung; Louisville spricht sogar von Our Sister Airport.

## Lage und Verkehrsanbindung
Der Louisville International Airport liegt acht Kilometer südlich des Stadtzentrums von Louisville. Das Passagierterminal verfügt über eine Anschlussstelle an der Interstate 264. Daneben verläuft die Interstate 65 östlich des Flughafens.
Der Louisville International Airport wird durch Busse in den öffentlichen Personennahverkehr eingebunden. Die Route 2 der Transit Authority of River City (TARC) verbindet das Passagierterminal regelmäßig mit dem Stadtzentrum. Außerdem wird der UPS Worldport durch Routen 18, 93 und 99 des gleichen Betreibers mit dem Stadtzentrum von Louisville verbunden.

## Geschichte
Im Jahr 1937 war die Fläche, auf der sich der Louisville International Airport heute befindet, nicht von der Hochwasserkatastrophe am Ohio River betroffen. Daher wurde sie als möglicher Standort für einen neuen Flughafen ausgewählt.
1941 errichtete das United States Army Corps of Engineers auf der Fläche eine Start- und Landebahn mit einer Länge von 4000 Fuß beziehungsweise 1.219 Meter. Der Flughafen wurde als Standiford Field bezeichnet. Der Name leitete sich von dem Geschäftsmann und Politiker Dr. Elisha David Standiford ab, diesem gehörte außerdem ein Teil der Fläche, auf der der Flughafen errichtet wurde. Aufgrund des Eintritts der Vereinigten Staaten in den Zweiten Weltkrieg wurde Standiford Field vorerst nicht für die zivile Nutzung freigegeben. Stattdessen fertigten Curtiss-Wright und Consolidated Vultee dort Flugzeuge für die Streitkräfte.
1947 wurde der Flughafen von der Regierung auf das Air Board übertragen, welches den kommerziellen Luftverkehr anschließend vom Bowman Field zum Standiford Field verlegte. Am 15. November 1947 wurde Standiford Field für den kommerziellen Luftverkehr eröffnet. Zu Beginn wurde der Flughafen von American Airlines, Eastern Air Lines und Trans World Airlines angeflogen. Eine ehemalige Kaserne an der Ostseite des Flughafens wurde als Passagierterminal genutzt. Am 25. Mai 1950 wurde das Lee Terminal, dessen Errichtung rund 1 Million US-Dollar kostete, eröffnet. Es verfügte über sechs Flugsteige. Ab Mitte der 1950er wurde das Passagierterminal erweitert. In den 1960er Jahren erhöhte sich die Passagierzahl deutlich, sodass das Passagierterminal von 1970 bis 1971 erneut erweitert wurde. Außerdem nahm die Federal Aviation Administration (FAA) 1971 einen neuen Kontrollturm in Betrieb. 1981 begann der United Parcel Service mit der Nutzung des Flughafens. Zu Beginn wurden andere Unternehmen, darunter auch Evergreen International Airlines und Ryan Aviation, mit der Beförderung der Luftfracht beauftragt, eine eigene Frachtfluggesellschaft wurde nicht unterhalten.
Im Mai 1983 begann der Bau eines neuen landseitigen Passagierterminals, welches am 30. Juni 1985 eröffnet wurde. Es kostete etwa 35 Millionen US-Dollar. Das neue Passagierterminal wurde mit dem luftseitigen Lee Terminal verbunden. 1988 stellte das Airport Authority Board das Louisville Airport Improvement Program (LAIP) vor, welches den schrittweisen Umbau des kompletten Flughafens vorsah. Außerdem wurde das Voluntary Residential Relocation Program gestartet, welches die Umsiedlung tausender vom Fluglärm betroffenen Einwohnern und den Erwerb von Grundstücken beinhaltete. Des Weiteren nahm die UPS-eigene Frachtfluggesellschaft UPS Airlines im gleichen Jahr den Flugbetrieb auf, der Flughafen von Louisville dient ihr seither als Drehkreuz. Am 2. April 1989 wurde das Lee Terminal durch ein neues Terminal ersetzt. 1991 stimmte die FAA einer Erweiterung des Flughafens im Rahmen des LAIP zu. In der Folge wurden mehr als 4.000 Einwohner und 150 Unternehmen umgesiedelt. 1993 begann Southwest Airlines mit der Nutzung des Flughafens. 1995 wurde der Flughafen in Louisville International Airport umbenannt. 1997 wurde das Heritage Creek Program gestartet, dessen Zweck die Umsiedlung der Einwohner der in der südlichen Einflugschneise gelegenen Stadt Minor Lane Heights war. 1998 wurde die Erneuerung eines Großteils des Flughafens abgeschlossen.
Am 27. September 2002 wurde mit dem UPS Worldport ein neues Paketsortierzentrum eröffnet. Die Errichtung kostete rund 1,1 Milliarden US-Dollar. 2005 wurde eine rund 26 Millionen US-Dollar teure Renovierung des Passagierterminals abgeschlossen. Im gleichen Jahr wählte UPS Louisville als Standort eines Drehkreuzes für schwere Luftfracht aus. Im Mai 2006 kündigte UPS eine rund 1 Milliarde US-Dollar teure Erweiterung des Worldports. 2009 wurde die erste Phase der Erweiterung abgeschlossen, im nächsten Jahr folgte die zweite Phase.
Am 16. Januar 2019 stimmt die Louisville Regional Airport Authority dafür, den Flughafen nach der Boxlegende Muhammad Ali in Louisville Muhammad Ali International Airport umzubenennen. Allerdings muss die FAA der Namensänderung noch zustimmen.

## Flughafenanlagen

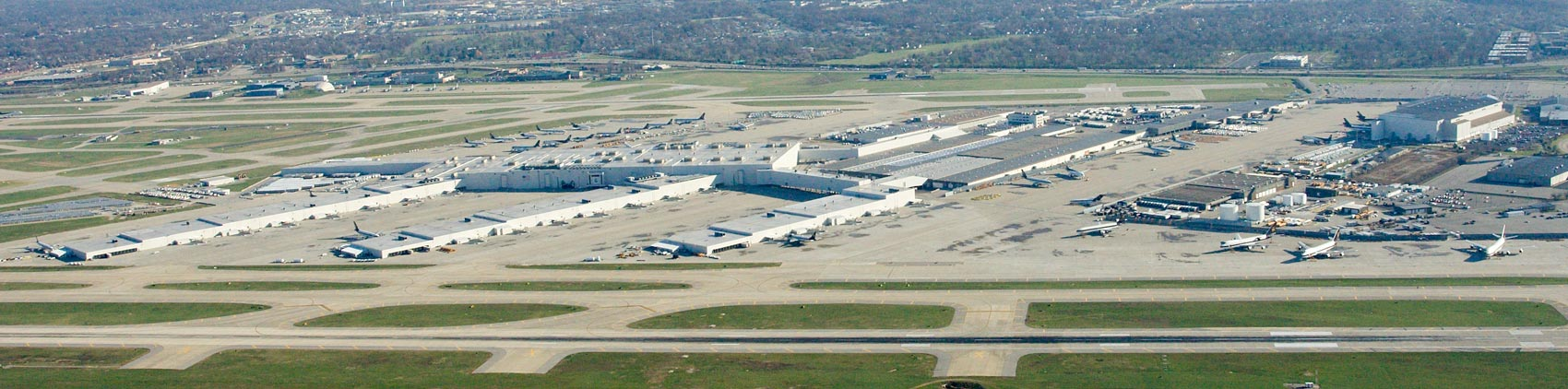
Der UPS Worldport vor der Erweiterung

Der Louisville International Airport hat eine Gesamtfläche von 607 Hektar.

### Start- und Landebahnen
Der Louisville International Airport verfügt über drei Start- und Landebahnen. Die längste Start- und Landebahn 17R/35L ist 3.623 Meter lang und 46 Meter breit. Die parallele Start- und Landebahn 17L/35R ist 2.615 Meter lang und 46 Meter breit. Die Start- und Landebahn 11/29 ist 2.210 Meter lang, 46 Meter breit und als Querwindbahn angelegt. Alle Start- und Landebahnen verfügen über eine Betonbelag.

### Terminal
Der Louisville International Airport verfügt über ein Passagierterminal mit zwei Concourses. Diese sind mit insgesamt 25 Flugsteigen und 24 Fluggastbrücken ausgestattet. Es befindet sich auf dem nördlichen Vorfeld des Flughafens.

### Militär
Die Kentucky Air National Guard nutzt den Flughafen als Louisville Air National Guard Base. Sie verfügt über ein eigenes Vorfeld, Hangars und andere Einrichtungen an der östlichen Seite des Flughafens. Auf der Basis ist das 123d Airlift Wing stationiert, dieses setzt unter anderem mehrere Lockheed C-130H ein.

### UPS Worldport
Das Paketsortierzentrum UPS Worldport der UPS Airlines liegt auf dem südlichen Vorfeld. Die Grundfläche liegt bei mehr als 480.000 Quadratmetern.

### Sonstige Einrichtungen
Der Kontrollturm befindet sich südlich des Flughafengeländes.
Auch die Frachtfluggesellschaft FedEx verfügt über ein eigenes Frachtterminal am Louisville International Airport, es befindet sich an der westlichen Seite des Flughafens.
Das Terminal für die allgemeine Luftfahrt befindet sich an der östlichen Seite des Flughafens.

## Zwischenfälle
- Am 28. September 1953 nahm eine Curtiss C-46F-1-CU Commando der US-amerikanischen Resort Airlines (Luftfahrzeugkennzeichen N66534), gemietet von der USAF, beim Durchstarten am Flughafen Louisville-Standiford eine extrem steile Steigfluglage ein. In einer Höhe von 100 Metern kam es zum Strömungsabriss, die Maschine schlug auf dem Boden auf und explodierte in Flammen. Von den 41 Insassen kamen 25 ums Leben, alle drei Besatzungsmitglieder und 22 Passagiere. Auslöser war das Abbrechen des linken Höhenruders, welches auf den Einbau nicht zulässiger Teile und mangelhafte Wartung zurückzuführen war.[14]

- Am 10. März 1957 wurde eine Martin 4-0-4 der US-amerikanischen Eastern Air Lines (N453A) bei der Landung auf dem Flughafen Louisville zerstört. Die Landung war derart hart, dass die linke Tragfläche am Rumpf komplett abbrach und das Flugzeug sich auf den Rücken drehte. Erstaunlicherweise überlebten alle 34 Insassen den Totalschaden, lediglich ein Passagier wurde schwer verletzt.[15][16]

## Fluggesellschaften und Ziele
Der Louisville International Airport ist der Heimatflughafen der weltweit operierenden Frachtfluggesellschaft UPS Airlines und gleichzeitig deren zentrales Drehkreuz. Bis zur Betriebseinstellung im Jahr 2012 diente er auch Astar Air Cargo als zentrales Drehkreuz.
Daneben wird der Louisville International Airport noch von den Passagierfluggesellschaften Allegiant Air, American Airlines, Breeze Airways, Delta Air Lines, Southwest Airlines, Spirit Airlines, Sun Country Airlines und United Airlines genutzt. Im Jahr 2022 war Delta Air Lines die Fluggesellschaft mit dem höchsten Marktanteil, gefolgt von American Airlines, Southwest Airlines, Delta Air Lines, United Airlines, Spirit Airlines, Allegiant Air, Breeze Airways und Frontier Airlines. Allerdings ging das Passagieraufkommen von American Airlines und United Airlines größtenteils auf deren Zubringer American Eagle bzw. United Express zurück. Delta Air Lines beförderte dagegen mehr Passagiere als ihr Zubringer Delta Connection.
Vom Louisville International Airport aus werden im Linienverkehr 38 Inlandsziele angeflogen, darunter vor allem die Drehkreuze der einzelnen Fluggesellschaften. Entgegen der Bezeichnung als internationaler Flughafen werden keine Ziele außerhalb der Vereinigten Staaten bedient.

## Verkehrszahlen
| Jahr | Fluggastaufkommen | Luftfracht (Tonnen) (mit Luftpost) | Flugbewegungen (mit Militär) |
| ---- | ----------------- | ---------------------------------- | ---------------------------- |
| 2022 | 3.888.332         | 3.067.234                          | 175.639                      |
| 2021 | 3.176.874         | 3.052.269                          | 171.942                      |
| 2020 | 1.636.931         | 2.917.243                          | 151.641                      |
| 2019 | 4.239.064         | 2.790.109                          | 175.666                      |
| 2018 | 3.866.057         | 2.623.019                          | 169.699                      |
| 2017 | 3.474.340         | 2.602.695                          | 163.676                      |
| 2016 | 3.346.545         | 2.437.010                          | 156.200                      |
| 2015 | 3.359.472         | 2.350.638                          | 149.133                      |
| 2014 | 3.355.811         | 2.293.230                          | 148.429                      |
| 2013 | 3.404.080         | 2.216.079                          | 149.260                      |
| 2012 | 3.365.115         | 2.168.369                          | 147.680                      |
| 2011 | 3.398.844         | 2.188.422                          | 152.998                      |
| 2010 | 3.349.162         | 2.167.028                          | 153.180                      |
| 2009 | 3.263.812         | 1.949.528                          | 146.492                      |
| 2008 | 3.686.665         | 1.974.678                          | 158.356                      |
| 2007 | 3.819.154         | 2.079.370                          | 171.573                      |
| 2006 | 3.663.041         | 1.983.362                          | 178.439                      |
| 2005 | 3.730.678         | 1.815.157                          | 179.681                      |
| 2004 | 3.438.138         | 1.739.492                          | 168.372                      |
| 2003 | 3.328.532         | 1.618.337                          | 174.584                      |

### Verkehrsreichste Strecken
| Rang | Stadt                        | Passagiere | Fluggesellschaften           |
| ---- | ---------------------------- | ---------- | ---------------------------- |
| 01   | Atlanta, Georgia             | 317.130    | Delta, Southwest             |
| 02   | Dallas/Fort Worth, Texas     | 134.430    | American                     |
| 03   | Charlotte, North Carolina    | 134.030    | American                     |
| 04   | Chicago–Midway, Illinois     | 114.680    | Southwest                    |
| 05   | Chicago–O’Hare, Illinois     | 110.130    | American, United             |
| 06   | Orlando, Florida             | 108.790    | Southwest, Spirit            |
| 07   | Denver, Colorado             | 102.340    | Southwest, United            |
| 08   | Baltimore, Maryland          | 79.650     | Southwest                    |
| 09   | New York–LaGuardia, New York | 68.530     | American, Delta              |
| 10   | Las Vegas, Nevada            | 62.500     | Allegiant, Southwest, Spirit |